# Audiotex
Audiotex je název pro hlasové telefonní služby obsahového charakteru, které jsou účtovány zvláštním tzv. prémiovým tarifem. V Česku se tato cena pohybuje od 4 do 99 Kč za minutu volání.

## Formát čísla
Formát telefonních čísel pro audiotexové služby je určen platným číslovacím plánem vydaným Českým telekomunikačním úřad, který definuje devítimístný tvar čísla:

90x ab cd zz

x = určuje charakter služby (může nabývat hodnot 0, 6, 8 nebo 9). 
ab =  určuje cenu pro koncového zákazníka včetně DPH za minutu každého spojení.
cd zz = číslo přidělované Českým telekomunikačním úřadem.

## Využití
- pro přístupu k placenému zvukovému obsahu
- hlasování (televizní soutěže, pořady apod.)
- informační služby, zábava, stahování log, zvonění apod.
- marketingové soutěže a loterie
- služby erotického charakteru